# 박진숙
박진숙(朴眞淑, 1947년 11월 26일 ~ )은 대한민국의 텔레비전 드라마 작가이다. 1981년 여성동아 복간기념 제14회 고료 5백만원 여류 장편소설 공모에서 《지다위》로 당선되면서 작가로 데뷔하였다.
한편, 코믹성 짙은 드라마나 갈등조장적이고 감각적인 트렌디 드라마를 기피하는 편이라 90년대 중반 이후 슬럼프에 빠졌다.

## 학력
- 김천여자중학교
- 대구 신명여자고등학교
- 경희대학교 국어국문학 학사

## 경력
- 김천중학교 교사
- 한국방송작가협회 회원
- 한국문인협회 회원
- 여성문우회 회원
- 조선대학교 문예창작학과 부교수

## 생애
대학 졸업 후 경북 김천에서 국어교사를 한 뒤 1981년 장편소설 공모전에 당선되면서 작가로 등단했다.
2005년 조선대학교 문예창작과 조교수로 특별 채용되었다.

## 집필 작품

### 텔레비전 드라마
| 연도      | 제목                                | 방송사  | 유형 | 연출                          | 비고 |
| --------- | ----------------------------------- | ------- | ---- | ----------------------------- | ---- |
| 2007      | 그대의 풍경                         | KBS1    | 아침 | 한정희                        |      |
| 2007      | TV문학관 - 난장이가 쏘아올린 작은공 | KBS1    | 단막 | 김형일                        |      |
| 2004      | 소풍가는 여자                       | SBS     | 일일 | 정을영                        |      |
| 2003      | 도토리묵                            | SBS     | 특집 | 허웅                          |      |
| 2001      | 아버지와 아들                       | SBS     | 주말 | 김한영                        |      |
| 2000      | 아버님 전상서                       | MBC     | 특집 | 문석봉                        |      |
| 1999      | 사람의 집                           | KBS 1TV | 일일 | 김현준,표민수 → 김현준,배경수 |      |
| 1997-1998 | 방울이                              | MBC     | 일일 | 장수봉                        |      |
| 1997      | 베스트극장 - 마른 꽃                | MBC     | 단막 | 장수봉                        |      |
| 1997      | 황금 깃털                           | MBC     | 특집 | 장수봉                        |      |
| 1996      | 동기간                              | MBC     | 주말 | 장수봉                        |      |
| 1994-1995 | 여울목                              | MBC     | 주말 | 박철                          |      |
| 1992-1993 | 아들과 딸                           | MBC     | 주말 | 장수봉                        |      |
| 1992      | 나목                                | MBC     | 특집 | 장수봉                        |      |
| 1991      | 산너머 저쪽                         | MBC     | 주말 | 장수봉                        |      |
| 1990      | 그 여자                             | MBC     | 수목 | 박철                          |      |
| 1990      | 마당 깊은 집                        | MBC     | 월화 | 장수봉                        |      |
| 1988      | 베스트셀러극장 - 커피와 할머니      | MBC     | 단막 | 장수봉                        |      |
| 1987      | TV문학관 - 점 점 점…                | KBS1    | 단막 | 원작, 극본                    |      |

### 연극
- 2013년 《급매! 행복아파트 1004호》 - 각본[8]

### 뮤지컬
- 2013년 《징》 - 각본[9]

### 도서
- 《바람그림자》(1984)
- 《파출부》(1984)
- 《껍질》(1984)
- 《울지 않는 아이》(1985)
- 《그 여자》(1990)[3][10]
- 《젊은 날의 일기》(대림기획, 1991) - 13명의 작가 작품 모음집[11]
- 《하나와 두리》(청동거울, 2003)
- 《필드》(청동거울, 2006) - 원작 소설이 있는 각색 드라마 모음집

## 수상 경력
- 1981년 제14회 여성동아 복간기념 여류 장편소설 공모 당선 - 지다위[1]
- 1990년 백상예술대상 TV부문 극본상 - 마당 깊은 집
- 1990년 MBC 방송연기상 작가부문 특별상
- 1993년 한국방송대상 TV부문 극본상 - 아들과 딸
- 2007년 제20회 경희문학상 - 필드[12]